# 羽渕淳
羽渕 淳（はぶち じゅん、1965年（昭和40年）12月2日 - ）は、日本の実業家。ニッセンホールディングス代表取締役社長、ニッセン代表取締役社長。

## 人物・経歴
京都府出身。1989年摂南大学国際言語文化学部卒業、ニッセン入社。2006年通販事業部スタイル・スマイル部長。2014年執行役員営業統括本部生産調達本部長。2016年から代表取締役社長を務め、通販事業の再建にあたった。2019年からニッセンホールディングス代表取締役社長に就任し、サイズ事業の拡大や、金融サービスの展開に取り組む。